# Rajgarh (Madhya Pradesh)
Rajgarh est une ville indienne située dans le district de Rajgarh dans l'État du Madhya Pradesh. En 2011, sa population était de 29 726 habitants.

## Traduction
- (en) Cet article est partiellement ou en totalité issu de l’article de Wikipédia en anglais intitulé « Rajgarh, Madhya Pradesh » (voir la liste des auteurs).